# Gira Fuego
Gira Fuego es el nombre de la actual gira de conciertos del dúo catalán Estopa, enmarcado dentro de la promoción su último disco Fuego (publicado en octubre de 2019). Las primeras fechas fueron anunciadas en mayo de 2019, cinco meses antes del lanzamiento oficial del disco. Posteriormente, se añadieron otras nuevas o muchas se duplicaron a causa de los numerosos sold out conseguidos.

## Repertorio
A continuación se expone el repertorio del concierto celebrado el pasado 15 de noviembre de 2019 en el Navarra Arena de Pamplona, en el que fue el primer concierto completo de los hermanos Muñoz, pues hasta ahora habían participado en dos: uno promocional y un festival.
1. Tu calorro
2. El del medio de los Chichos
3. Partiendo la pana
4. El run run
5. Fuente de energía
6. La raja de tu falda
7. Pastillas de freno
8. Fuego
9. Corazón sin salida
10. Vino tinto
11. Yo no estoy loco
12. La rueda de la fortuna
13. Como Camarón
14. Rumba triste
15. Ahora
16. El último renglón
17. Demonios
18. Mi primera cana
19. Monstruos
20. Cacho a cacho

## Fechas
A continuación se detallan las fechas de la gira.
| Fecha                    | Ciudad                | País           | Lugar                                  | Información                          |                |
| Primera etapa.           | Primera etapa.        | Primera etapa. | Primera etapa.                         | Primera etapa.                       | Primera etapa. |
| ------------------------ | --------------------- | -------------- | -------------------------------------- | ------------------------------------ | -------------- |
| 15 de noviembre de 2019  | Pamplona              | España         | Navarra Arena                          | [ 4 ]                                |                |
| 23 de noviembre de 2019  | Valencia              | España         | Pabellón Fuente de San Luis            |                                      |                |
| 24 de noviembre de 2019  | Valencia              | España         | Pabellón Fuente de San Luis            |                                      |                |
| 30 de noviembre de 2019  | Málaga                | España         | Palacio de los Deportes Martín Carpena |                                      |                |
| 1 de diciembre de 2019   | Málaga                | España         | Palacio de los Deportes Martín Carpena |                                      |                |
| 13 de diciembre de 2019  | Zaragoza              | España         | Pabellón Príncipe Felipe               |                                      |                |
| 14 de diciembre de 2019  | Barcelona             | España         | Palau Sant Jordi                       |                                      |                |
| 15 de diciembre de 2019  | Barcelona             | España         | Palau Sant Jordi                       | [ 5 ]                                |                |
| 21 de diciembre de 2019  | Gijón                 | España         | Palacio de Deportes de Gijón           | [ 6 ]                                |                |
| 26 de diciembre de 2019  | Madrid                | España         | WiZink Center                          |                                      |                |
| 28 de diciembre de 2019  | La Coruña             | España         | Coliseum da Coruña                     | [ 7 ]                                |                |
| 14 de febrero de 2020    | Londres               | Reino Unido    | Roundhouse                             | [ 8 ]                                |                |
| Segunda etapa.           |                       |                |                                        |                                      |                |
| 18 de junio de 2021      | Calafell              | España         | Annex Pavelló Joan Ortoll              |                                      |                |
| 24 de julio de 2021      | Gijón                 | España         | Plaza de toros El Bibio                |                                      |                |
| 29 de julio de 2021      | Santiago de Comp.     | España         | Monte do Gozo                          |                                      |                |
| 3 de agosto de 2021      | Pineda de Mar         | España         | Espacio Marítimo de Pineda de Mar      | Arts d'Estidu Festival 2021          |                |
| 4 de agosto de 2021      | Calella de Palaf.     | España         | Auditori Jardins de Cap Roig           | Festival Cap Roig 2021               |                |
| 13 de agosto de 2021     | Benicasim             | España         | Recinto de Conciertos de Benicasim     | Mar de Sons Festival 2021            |                |
| 19 de agosto de 2021     | Marbella              | España         | Auditorio Starlite Festival            | Starlite Festival 2021               |                |
| 21 de agosto de 2021     | Rota                  | España         | Avenida Punta Candor                   | Rota Es Música 2021                  |                |
| 8 de septiembre de 2021  | Mérida                | España         | Teatro Romano de Mérida                | Stone & Music Festival 2021          |                |
| 12 de septiembre de 2021 | Santander             | España         | Plaza de Toros de Santander            |                                      |                |
| 5 de marzo de 2022       | Barcelona             | España         | Sala BARTS                             | Buenos Días Javi y Mar, Gira 15 Años |                |
| Tercera etapa.           |                       |                |                                        |                                      |                |
| 17 de marzo de 2022      | Orlando               | Estados Unidos | House of Blues Orlando                 |                                      |                |
| 18 de marzo de 2022      | Miami                 | Estados Unidos | James L. Knight Center Complex         |                                      |                |
| 20 de marzo de 2022      | Nueva Jersey          | Estados Unidos | Ritz Theatre & Performing Arts Center  |                                      |                |
| 6 de mayo de 2022        | Lérida                | España         | Parc dels Camps Elisis                 |                                      |                |
| 7 de mayo de 2022        | Baracaldo             | España         | Bizkaia Arena                          |                                      |                |
| 14 de mayo de 2022       | Barcelona             | España         | Parque del Fórum                       | [ 11 ]                               |                |
| 20 de mayo de 2022       | Granada               | España         | Plaza de Toros de Granada              |                                      |                |
| 21 de mayo de 2022       | Sevilla               | España         | Auditorio Rocío Jurado                 |                                      |                |
| 28 de mayo de 2022       | Valladolid            | España         | Feria de Muestras de Valladolid        |                                      |                |
| 3 de junio de 2022       | Gerona                | España         | Pavelló Girona-Fontajau                |                                      |                |
| 4 de junio de 2022       | Tarragona             | España         | Tarraco Arena Plaza                    |                                      |                |
| 11 de junio de 2022      | Alicante              | España         | Plaza de Toros de Alicante             |                                      |                |
| 18 de junio de 2022      | Valencia              | España         | Auditorio Marina Sur                   |                                      |                |
| 9 de julio de 2022       | Manzanares            | España         | Plaza de Toros de Manzanares           |                                      |                |
| 15 de julio de 2022      | Lanuza                | España         | Embalse de Lanuza                      |                                      |                |
| 21 de julio de 2022      | Palma de Mallorca     | España         | Recinto Son Fusteret                   |                                      |                |
| 30 de julio de 2022      | Palos de la Frontera  | España         | Foro Iberoamericano de La Rábida       |                                      |                |
| 6 de agosto de 2022      | Cádiz                 | España         | Muelle Ciudad Puerto de Cádiz          |                                      |                |
| 13 de agosto de 2022     | Arucas                | España         | Recinto Ferial de Arucas               | FiestoRon 2022                       |                |
| 21 de agosto de 2022     | Sant Feliu de Guíxols | España         | Guíxols Arena                          |                                      |                |
| 27 de agosto de 2022     | Almería               | España         | Recinto de Conciertos del Ferial       |                                      |                |
| 3 de septiembre de 2022  | Marbella              | España         | Auditorio Starlite                     |                                      |                |
| 10 de septiembre de 2022 | Córdoba               | España         | Plaza de Toros Los Califas             |                                      |                |
| 16 de septiembre de 2022 | Lugo                  | España         | Xardin do Pazo de Feiras e Congresos   |                                      |                |
| 17 de septiembre de 2022 | Oviedo                | España         | Recinto Ferial La Ería                 |                                      |                |
| 24 de septiembre de 2022 | Murcia                | España         | Cuartel de Artillería                  | [ 13 ]                               |                |
| 30 de septiembre de 2022 | Madrid                | España         | WiZink Center                          |                                      |                |
| 1 de octubre de 2022     | Madrid                | España         | WiZink Center                          |                                      |                |
| 8 de octubre de 2022     | Pamplona              | España         | Navarra Arena                          |                                      |                |
| 11 de octubre de 2022    | Zaragoza              | España         | Pabellón Príncipe Felipe               |                                      |                |

## Conciertos no celebrados
| Fecha                    | Ciudad            | País   | Recinto                                  | Estado                              | Motivo                       |
| ------------------------ | ----------------- | ------ | ---------------------------------------- | ----------------------------------- | ---------------------------- |
| 24 de abril de 2020      | Casas-Ibáñez      | España | Plaza de Toros de Casas-Ibáñez           | Cancelado                           | Pandemia mundial de COVID-19 |
| 25 de abril de 2020      | Granada           | España | Palacio Municipal de Deportes de Granada | Aplazado (20 de mayo de 2022)       | Pandemia mundial de COVID-19 |
| 8 de mayo de 2020        | Lérida            | España | Parc dels Camps Elisis                   | Aplazado (6 de mayo de 2022)        | Pandemia mundial de COVID-19 |
| 22 de mayo de 2020       | Jaén              | España | Palacio de Congresos IFEJA               | Cancelado                           | Pandemia mundial de COVID-19 |
| 23 de mayo de 2020       | Sevilla           | España | Auditorio Rocío Jurado                   | Aplazado (21 de mayo de 2022)       | Pandemia mundial de COVID-19 |
| 29 de mayo de 2020       | Valladolid        | España | Feria de Muestras de Valladolid          | Aplazado (28 de mayo de 2022)       | Pandemia mundial de COVID-19 |
| 5 de junio de 2020       | Tarragona         | España | Tarraco Arena Plaza                      | Aplazado (4 de junio de 2022)       | Pandemia mundial de COVID-19 |
| 6 de junio de 2020       | Gerona            | España | Pavelló Girona-Fontajau                  | Aplazado (3 de junio de 2022)       | Pandemia mundial de COVID-19 |
| 12 de junio de 2020      | Alicante          | España | Plaza de Toros de Alicante               | Aplazado (11 de junio de 2022)      | Pandemia mundial de COVID-19 |
| 3 de julio de 2020       | Baracaldo         | España | Bizkaia Arena                            | Aplazado (7 de mayo de 2022)        | Pandemia mundial de COVID-19 |
| 23 de julio de 2020      | Palma de Mallorca | España | Recinto Son Fusteret                     | Aplazado (21 de julio de 2022)      | Pandemia mundial de COVID-19 |
| 8 de agosto de 2020      | Arucas            | España | Recinto Ferial de Arucas                 | Aplazado (13 de agosto de 2022)     | Pandemia mundial de COVID-19 |
| 11 de agosto de 2020     | Calella de Palaf. | España | Auditori Jardins de Cap Roig             | Aplazado (4 de agosto de 2021)      | Pandemia mundial de COVID-19 |
| 17 de agosto de 2020     | Marbella          | España | Auditorio Starlite Festival              | Aplazado (19 de agosto de 2021)     | Pandemia mundial de COVID-19 |
| 22 de agosto de 2020     | Cádiz             | España | Muelle Ciudad Puerto de Cádiz            | Aplazado (6 de agosto de 2022)      | Pandemia mundial de COVID-19 |
| 8 de septiembre de 2020  | Mérida            | España | Teatro Romano de Mérida                  | Aplazado (8 de septiembre de 2021)  | Pandemia mundial de COVID-19 |
| 19 de septiembre de 2020 | Murcia            | España | Cuartel de Artillería                    | Aplazado (18 de septiembre de 2021) | Pandemia mundial de COVID-19 |
| 3 de octubre de 2020     | Barcelona         | España | Parque del Fórum                         | Aplazado (14 de mayo de 2022)       | Pandemia mundial de COVID-19 |
| 11 de octubre de 2020    | Zaragoza          | España | Pabellón Príncipe Felipe                 | Aplazado (11 de octubre de 2022)    | Pandemia mundial de COVID-19 |
| 17 de octubre de 2020    | Valencia          | España | Pabellón Fuente de San Luis              | Aplazado (18 de junio de 2022)      | Pandemia mundial de COVID-19 |
| 30 de octubre de 2020    | Madrid            | España | WiZink Center                            | Aplazado (30 de septiembre de 2022) | Pandemia mundial de COVID-19 |

## Gira promocional
Los hermanos Muñoz actuaron en algunos macroeventos para dar a conocer sus nuevos temas, antes y durante el desarrollo de la gira oficial.
| Fecha                   | Ciudad | País   | Lugar           | Motivo                  |
| ----------------------- | ------ | ------ | --------------- | ----------------------- |
| 2 de octubre de 2019    | Madrid | España | Sala La Riviera | Vodafone yu Music Shows |
| 19 de octubre de 2019   | Madrid | España | WiZink Center   | Cadena 100 Por Ellas    |
| 18 de diciembre de 2019 | Madrid | España | Sala Joy Eslava | LOS40 Básico Opel Corsa |